# Nephrotoma tenggerensis
Nephrotoma tenggerensis är en tvåvingeart som beskrevs av Alexander 1936. Nephrotoma tenggerensis ingår i släktet Nephrotoma och familjen storharkrankar. Inga underarter finns listade i Catalogue of Life.